# آلپاین (آلاسکا)
آلپاین (به انگلیسی: Alpine) شهرکی در بخش نورث اسلوپ، آلاسکا ایالت آلاسکا است که جمعیت آن در سرشماری سال ۲۰۰۰ میلادی ۰ نفر بوده‌است.